# Вільна економічна зона Кларк
Кларк, офіційно відомий як Спеціальна економічна зона Клара (Clark Freeport and Special Economic Zone, CFEZ),  — це район в центральному Лусоні, Філіппіни.
Кларк є центром бізнесу, промисловості, авіації, освіти та туризму на Філіппінах, а також центром відпочинку, фітнесу, розваг та ігор у Центральному Лусоні. 

### Створення спеціальної економічної зони Кларк
Закон про перетворення та розвиток баз 1992 року (Республіканський акт 7227) уповноважив президента видати указ про перетворення військової резервації в районі Кларк, що охоплює місто Анхелес, Мабалакат, Порак, Пампангу, Капас та Тарлак, в особливу економічну зону. Законодавство також створило Управління з перетворення та розвитку баз (BCDA) для полегшення процесу перетворення. 